# Eirenidae
Eirenidae es una familia de medusas o cnidarios en la clase Hydrozoa.

## Géneros
Los siguientes géneros se encuentran en la familia Eirenidae:
- Eirene Eschscholtz, 1829
- Eugymnanthea Palombi, 1936
- Eutima McCrady, 1859
- Eutimalphes Haeckel, 1879
- Eutonina Hartlaub, 1897
- Helgicirrha Hartlaub, 1909
- Irenium Haeckel, 1879
- Neotima Petersen, 1962
- Phialopsis Torrey, 1909
- Tima Eschscholtz, 1829